# Subject...Aldo Nova
Subject...Aldo Nova è il secondo album del musicista rock/AOR Aldo Nova, pubblicato nel 1983 per l'etichetta discografica Portrait Records.

## Tracce
1. "Subject's Theme" – 1:36
2. "Armageddon (Race Cars)" – 0:25
3. "Armageddon" – 2:41
4. "Monkey on Your Back" – 4:35
5. "Hey Operator" (Dixon) – 3:54
6. "Cry Baby Cry" – 4:17
7. "Victim of a Broken Heart" (Bruno, Nova) – 4:19
8. "Africa (Primal Love)" – 0:39
9. "Hold Back the Night" (Druick, Nova) – 4:48
10. "Always Be Mine" – 4:11
11. "All Night Long" – 3:41
12. "War Suite" – 1:26
13. "Prelude to Paradise" – 1:31
14. "Paradise" – 3:17

## Formazione
- Aldo Nova - voce, chitarra, basso, tastiera
- Kevin Carlson - tastiera
- Michel Pelo - basso
- Roberto Biagioni - basso
- Michael LaChapelle - batteria
- Dennis Chartrand - pianoforte

## Classifiche
| Classifica (1983) | Posizione |
| ----------------- | --------- |
| Billboard 200     | 56        |

### Singoli
| Anno | Singolo             | Posizione         | Posizione       | Posizione |
| Anno | Singolo             | Billboard Hot 100 | Mainstream Rock |           |
| ---- | ------------------- | ----------------- | --------------- | --------- |
| 1983 | Monkey on Your Back | \                 | 12              |           |
| 1983 | Foolin' Yourself    | \                 | \               |           |